# Sleeps with Angels
Sleeps With Angels je dvacáté první studiové album kanadského hudebníka Neila Younga, vydané v srpnu 1994 u vydavatelství Reprise Records. Jeho producetem byl Young spolu s Davidem Briggsem a nahráno bylo od listopadu 1993 do dubna 1994 ve studiu The Complex Studios v Los Angeles. Young je zde doprovázel skupinou Crazy Horse.

## Seznam skladeb
| Pořadí | Název                 | Délka |
| ------ | --------------------- | ----- |
| 1.     | My Heart              | 2:44  |
| 2.     | Prime of Life         | 4:02  |
| 3.     | Driveby               | 4:43  |
| 4.     | Sleeps with Angels    | 2:44  |
| 5.     | Western Hero          | 4:00  |
| 6.     | Change Your Mind      | 14:39 |
| 7.     | Blue Eden             | 6:22  |
| 8.     | Safeway Cart          | 6:29  |
| 9.     | Train of Love         | 3:57  |
| 10.    | Trans Am              | 4:07  |
| 11.    | Piece of Crap         | 3:15  |
| 12.    | A Dream That Can Last | 5:27  |

## Obsazení
- Neil Young – kytara, klavír, akordeon, flétna, harmonika, zpěv
- Frank „Poncho“ Sampedro – kytara, klavír, klávesy, basová marimba, zpěv
- Billy Talbot – baskytara, vibrafon, basová marimba, zpěv
- Ralph Molina – bicí, zpěv